# Boules

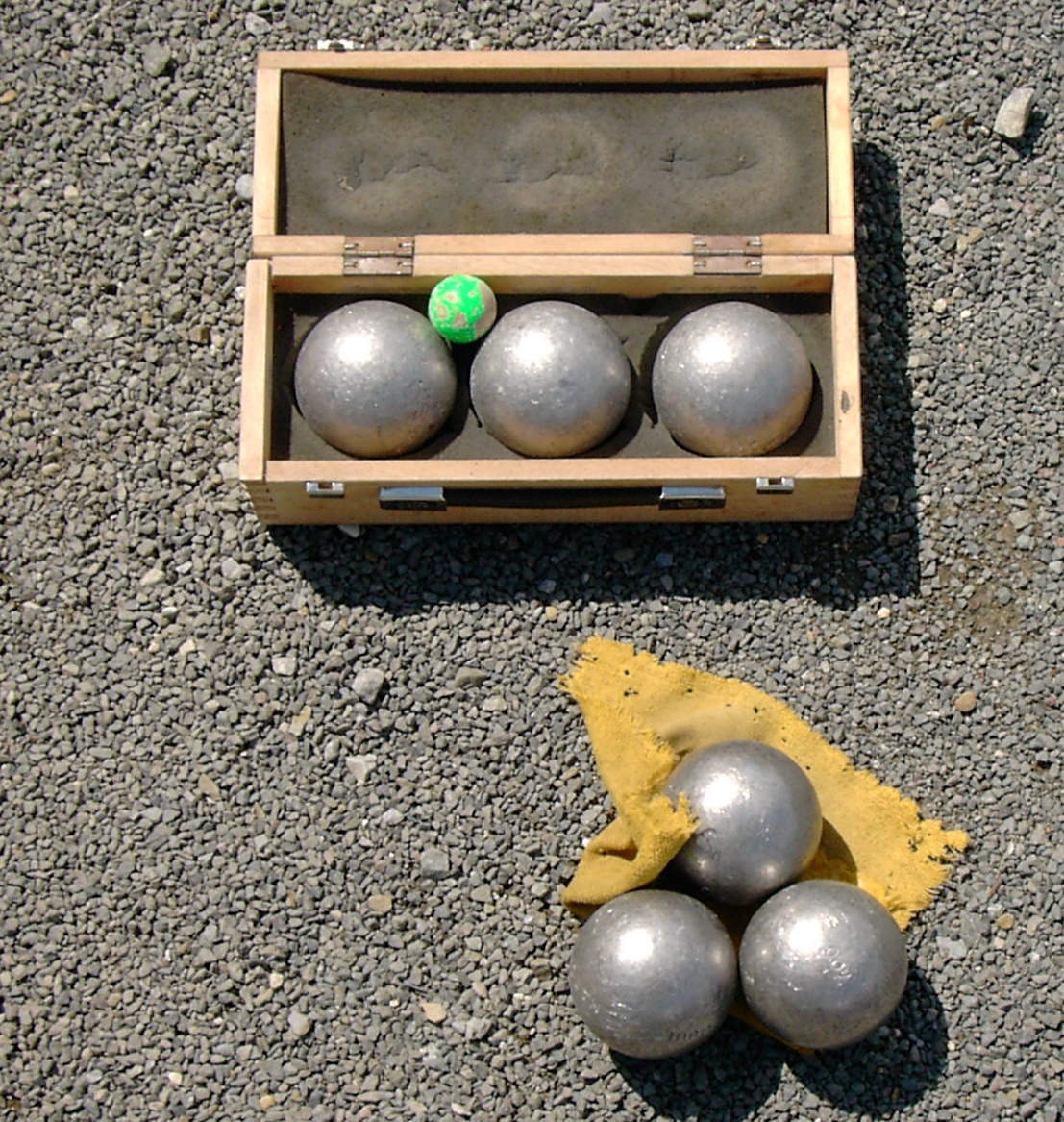
Bolas usadas em partidas de boules.

Boules (em francês AFI: [bul]) é um termo genérico usado para definir o conjunto de três modalidades disputadas nos Jogos Mundiais: Boule Lyonnaise, Petanca e Raffa. A diferença principal entre as provas é a bola, menor para a Boule Lyonnaise, maior para a petanca e sintética para a raffa.